# 난타
《난타》(Nanta)는 대한민국의 공연이다. 송승환이 대표로 있는 PMC 프러덕션에서 창작하였고, 1997년 10월에 서울 호암아트홀에서 초연하였다. 말없이 소리와 몸짓으로만 공연을 한다는 "비언어적 표현"(Non-Verbal Performance)을 표방하면서 영국의 《스톰프》(Stomp)와 미국 블루 맨 그룹의 《튜브》(Tubes) 공연에서 아이디어를 착안하기도 하였다. 무엇보다 한국 전통 음악인 사물놀이를 현대적으로 새롭게 계승하였다는 평가를 받았다.
2014년 12월 기준으로 대한민국 공연계 최초로 1,000만 관객을 달성하였으며, 2015년 8월 현재 전 세계 51개국 290개 도시에서 총 1,063만명이 난타를 관람하였다.

## 줄거리
호텔 지배인이 3명의 요리사들에게 결혼식 파티에 쓰일 음식을 주문한다. 요리사들은 6시까지 조리를 마쳐야 한다. 이런 상황에 설상가상으로 요리를 하나도 모르는 지배인의 조카가 주방에 새로 들어오게 된다. 과연 요리사들은 맛있는 음식을 제 시간에 요리하고 손님에게 대접할 수 있을까?

## 전용관
현재 총 5개의 자체 전용관이 있으며, 각각 서울시(명동, 충정로, 홍대), 제주시, 태국(방콕)에 위치해 있다.

## 미디어
- KBS 《기업 열전 K1》 49회(2010년 10월 14일)
- MBC 《무한도전》 227회(2010년 12월 11일)

## 같이 보기
- 명동
- 공연